# Glândula coxal
As glândulas coxais filtram o sangue circundante, possuindo seus orifícios de saída das excretas na base das coxas das pernas. Participam do sistema excretor de Aracnídeos, tais como aranhas e escorpiões.